# Synema globosum
Espèce
Synonymes
- Aranea globosa Fabricius, 1775
- Aranea plantigera Rossi, 1790
- Aranea irregularis Panzer, 1801
- Aranea rotundata Walckenaer, 1802
- Diaea nitida L. Koch, 1878 nec Thorell, 1877
- Synema japonica Karsch, 1879
- Diaea kochi Thorell, 1881
- Synema globosum nigriventris Kulczyński, 1901
- Synema globosa clara Franganillo, 1913
- Synema globosa flava Franganillo, 1913
- Synema globosa pulchella Franganillo, 1926
- Diaea nitidula Mello-Leitão, 1929
- Synema globosum daghestanicum Utochkin, 1960

Synema globosum est une espèce d'araignées aranéomorphes de la famille des Thomisidae.
Elle est appelée Thomise globuleuse ou Araignée Napoléon.

## Distribution
Cette espèce se rencontre en écozone paléarctique. Elle est fréquente dans toute la région méditerranéenne.
On la trouve de préférence sur les fleurs, guettant sa proie.

## Description
Le mâle mesure 4 mm et les femelles de 6,8 à 8 mm.

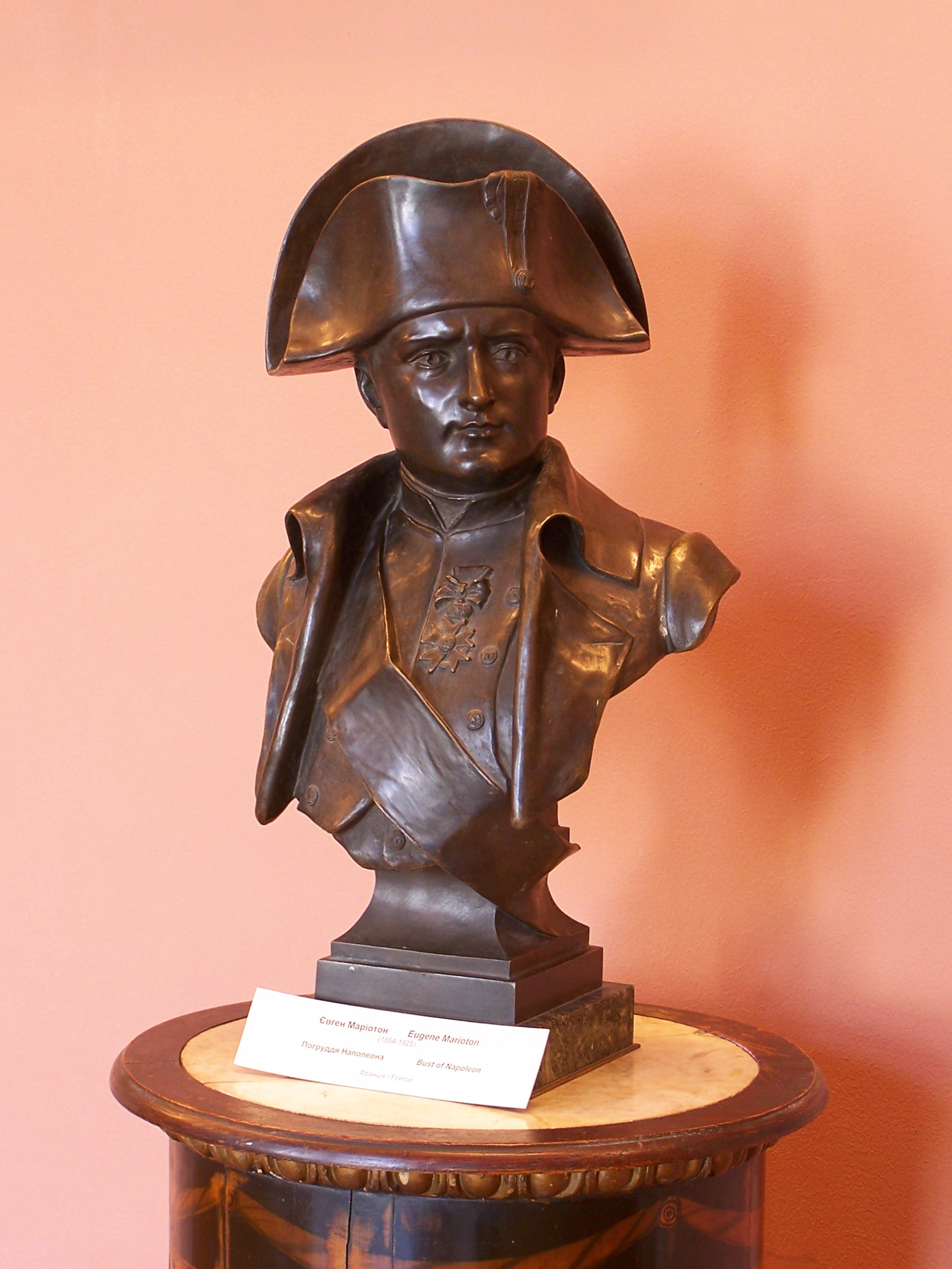
Le motif de l'abdomen de cette espèce évoque un buste de Napoléon Ier.

Les insectes floricoles sont capturés par ses longues pattes antérieures.
La partie colorée de son abdomen peut avoir des variations de teintes tirant sur le orange, jaune, blanc.
Le motif noir caractéristique sur l'abdomen rappelle la silhouette d'un buste de Napoléon Ier et explique son nom vernaculaire d'« araignée Napoléon »,.

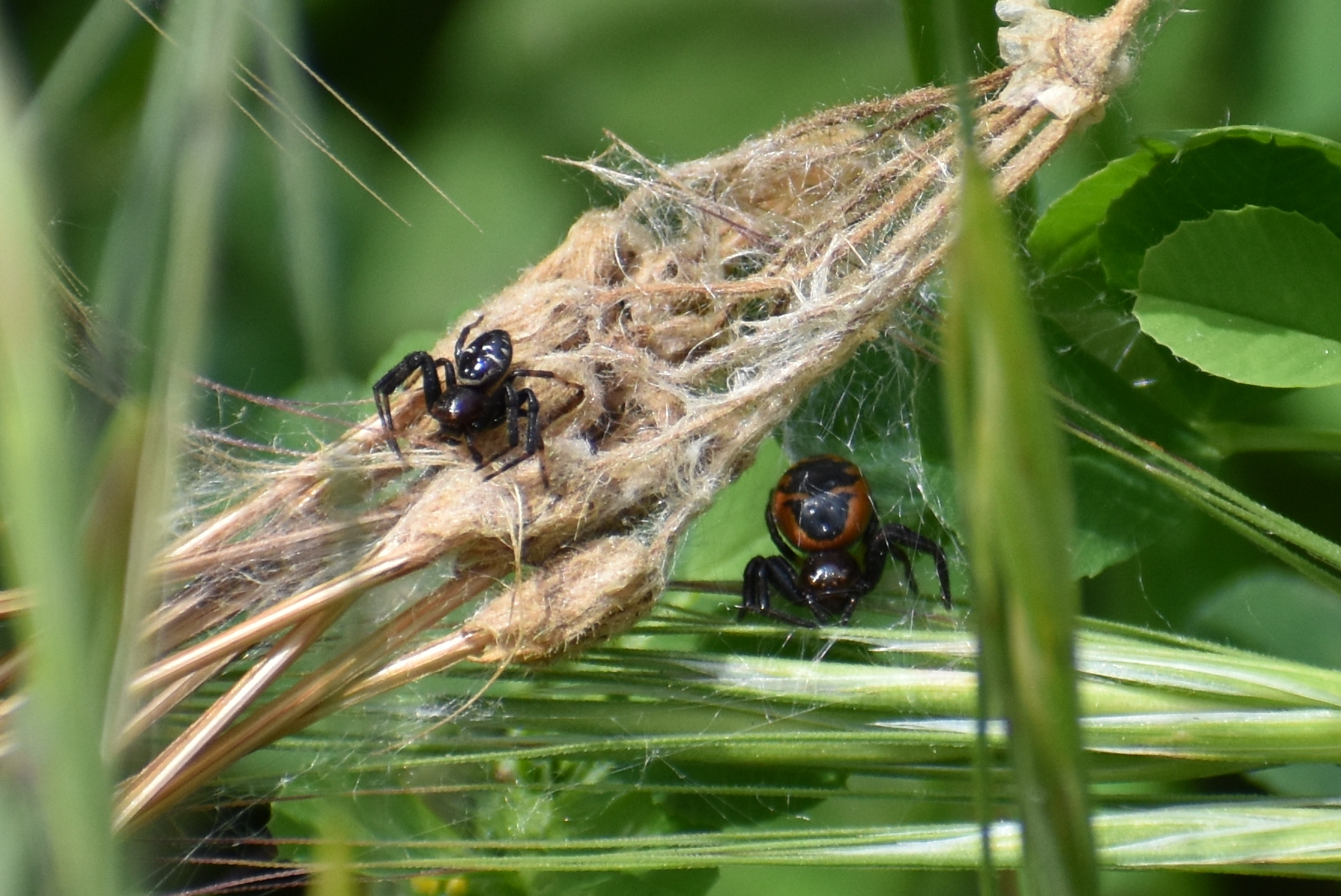
Synema globosum ♂ à gauche & ♀ à droite
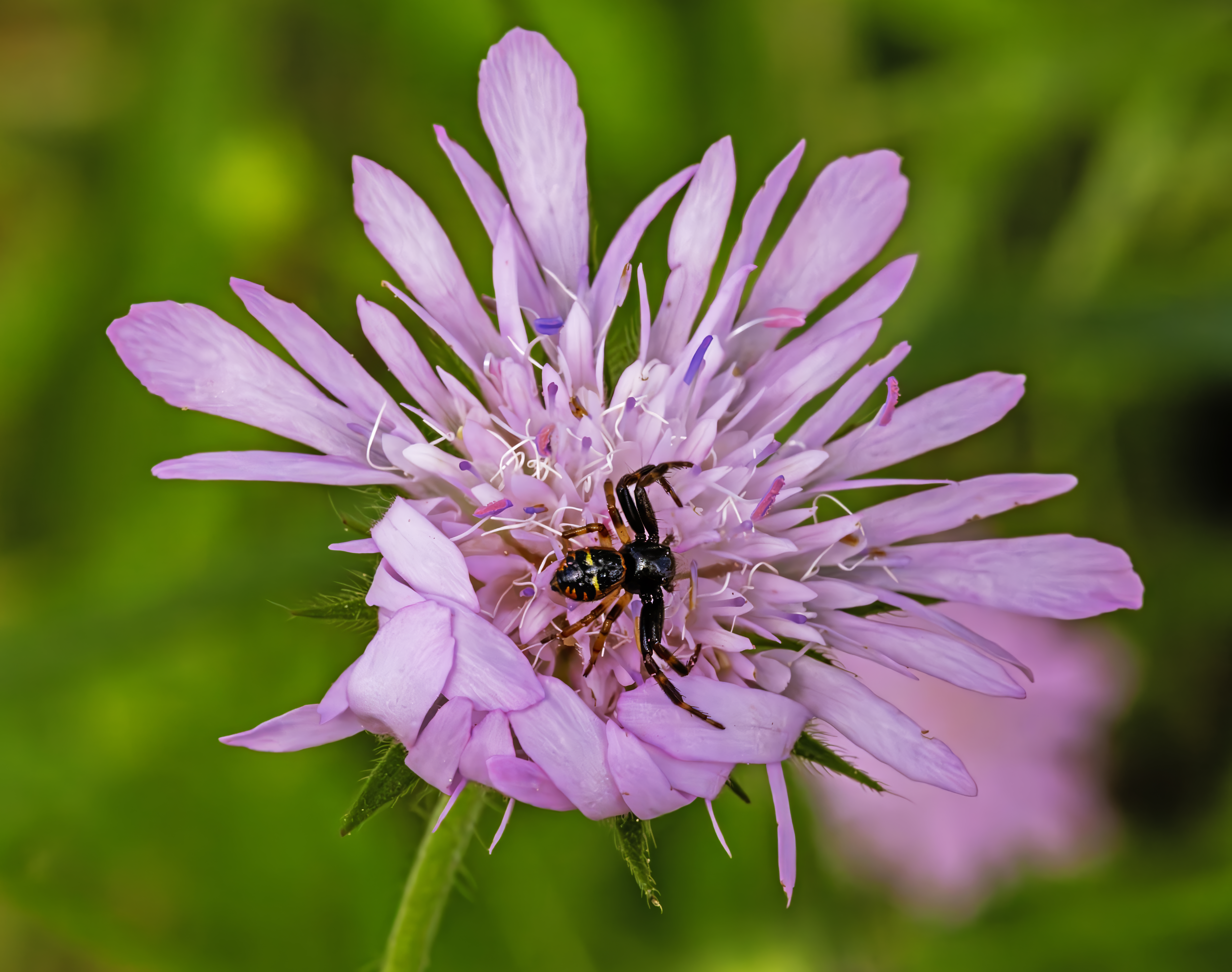
Synema globosum devant son nid sur une Knautie des champs
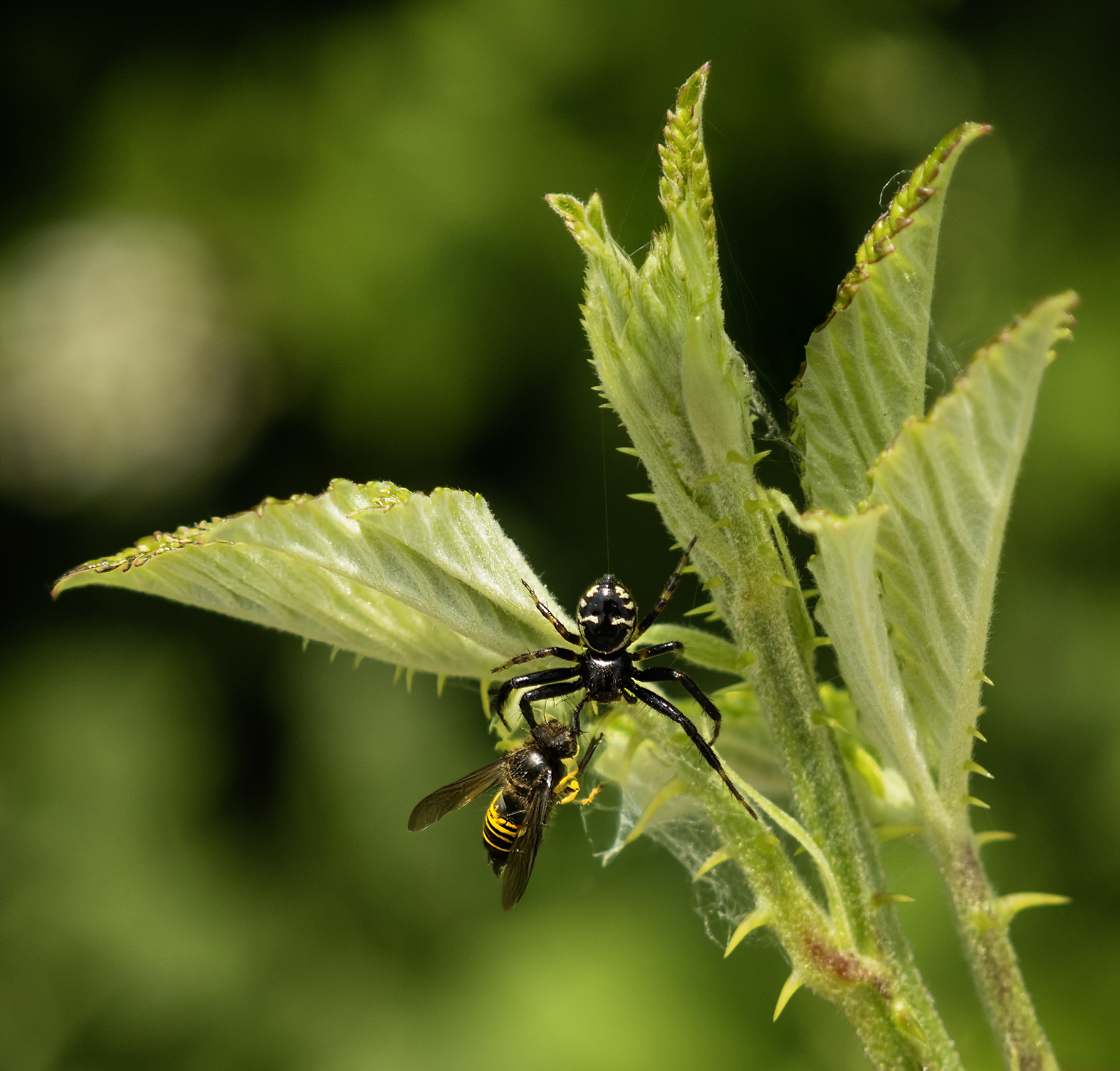
Capture d'une Vespula vulgaris sur Rubus ulmifolius

## Liste des sous-espèces
Selon World Spider Catalog (version 24.5, 10/09/2023) :
- Synema globosum canariense Dahl, 1907
- Synema globosum globosum (Fabricius, 1775)
- Synema globosum nigriventre Kulczyński, 1901

## Systématique et taxinomie
Cette espèce a été décrite sous le protonyme Aranea globosa par Fabricius en 1775. Elle est placée dans le genre Thomisus par Hahn en 1832, dans le genre Diaea par Thorell en 1873 puis dans le genre Synema par Simon en 1875.
Synema japonica, Diaea nitida L. Koch, 1878, préoccupé par Diaea nitida Thorell, 1877, remplacé par Diaea kochi, Diaea nitidula nom de remplacement superflu et Synema globosum daghestanicum ont été placées en synonymie par Ono en 1988.
Synema globosa clara, Synema globosa flava et Synema globosa pulchella ont été placées en synonymie par Breitling, Bauer, Schäfer, Morano, Barrientos et Blick en 2016.

## Galerie

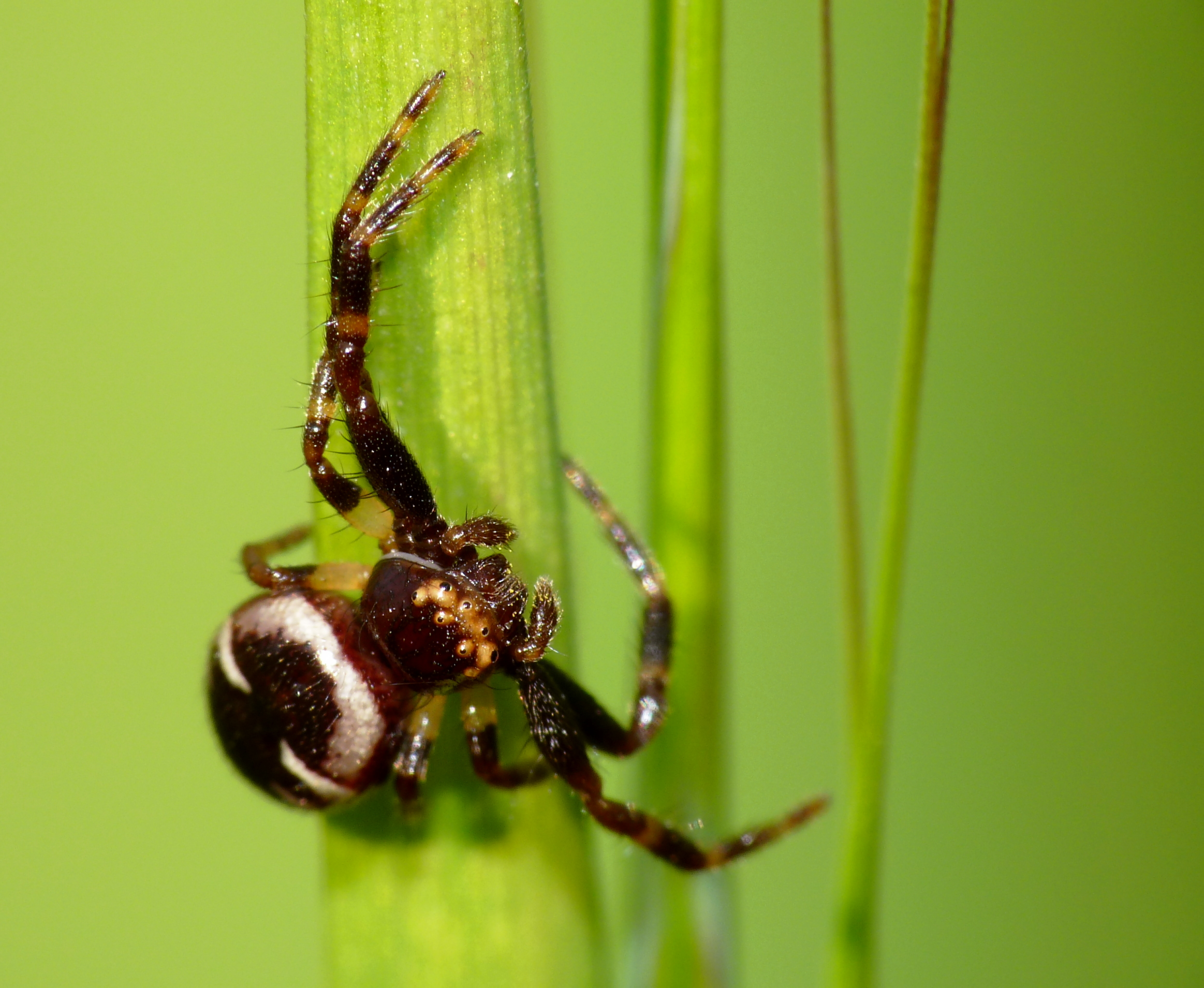
Synaema globosum ♂ de face.
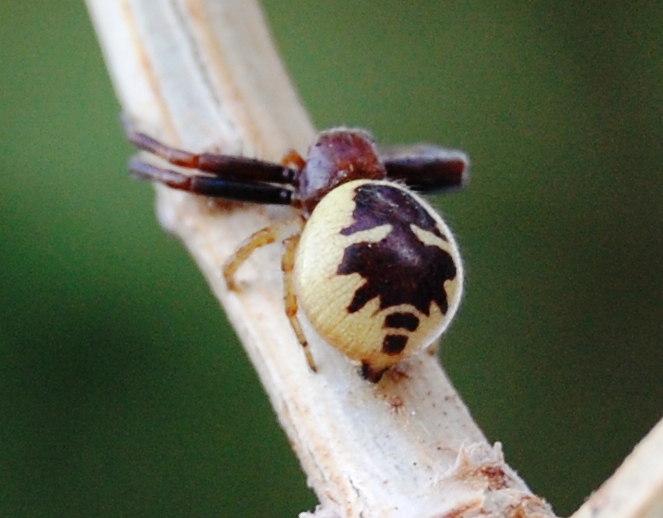
Synaema globosum de derrière.
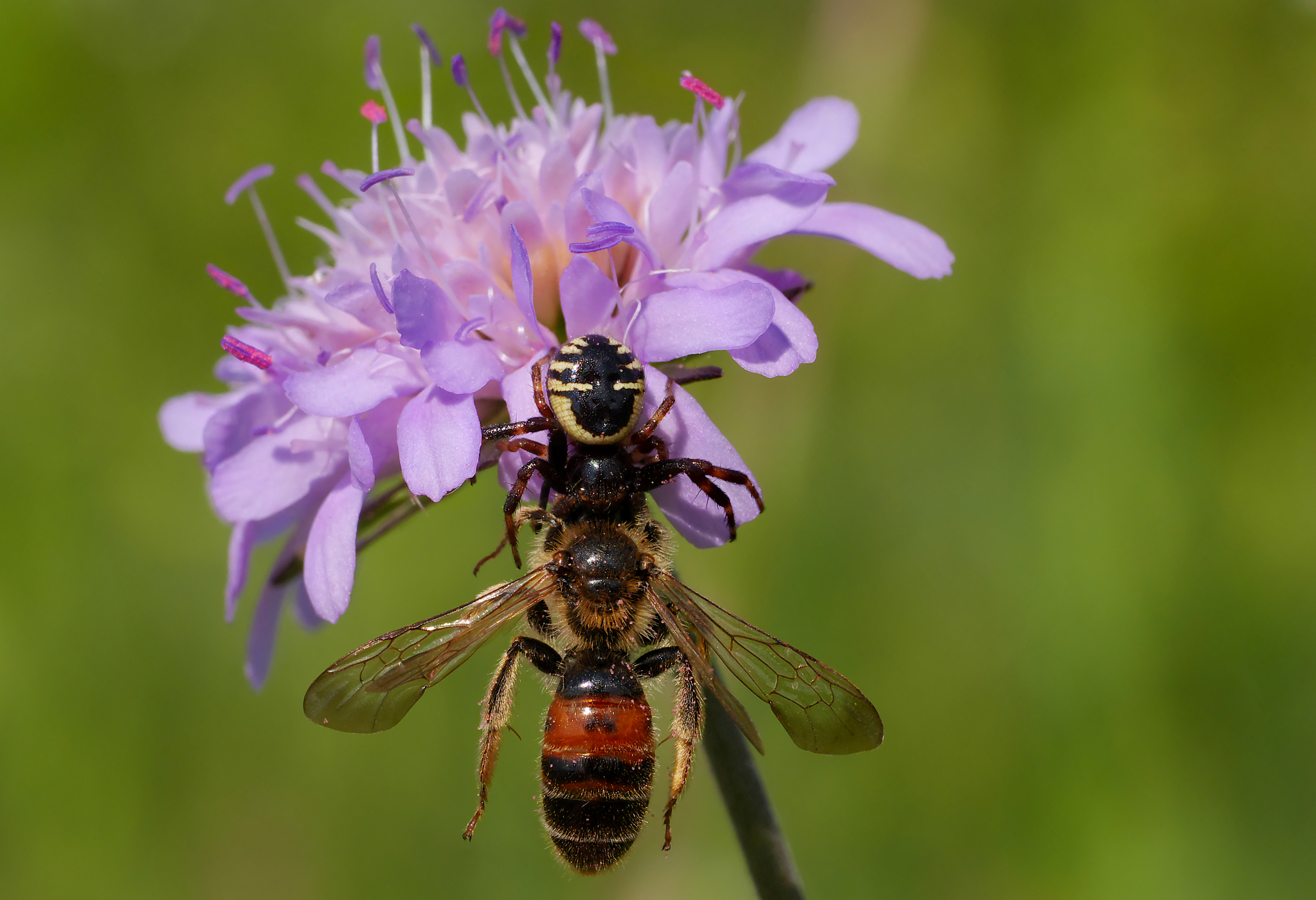
Synema globosum femelle capturant une abeille.
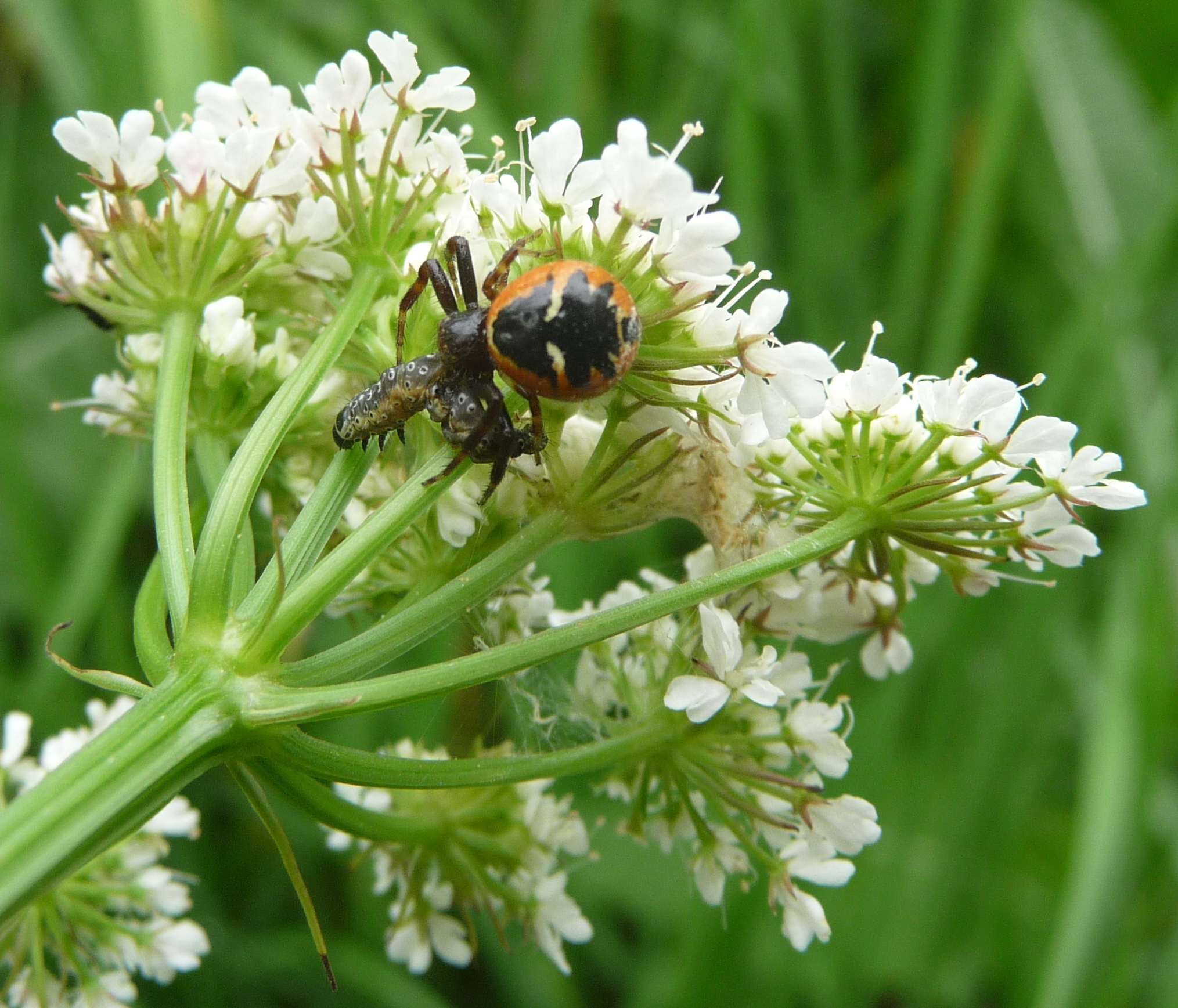
Synema globosum dévorant une chenille.
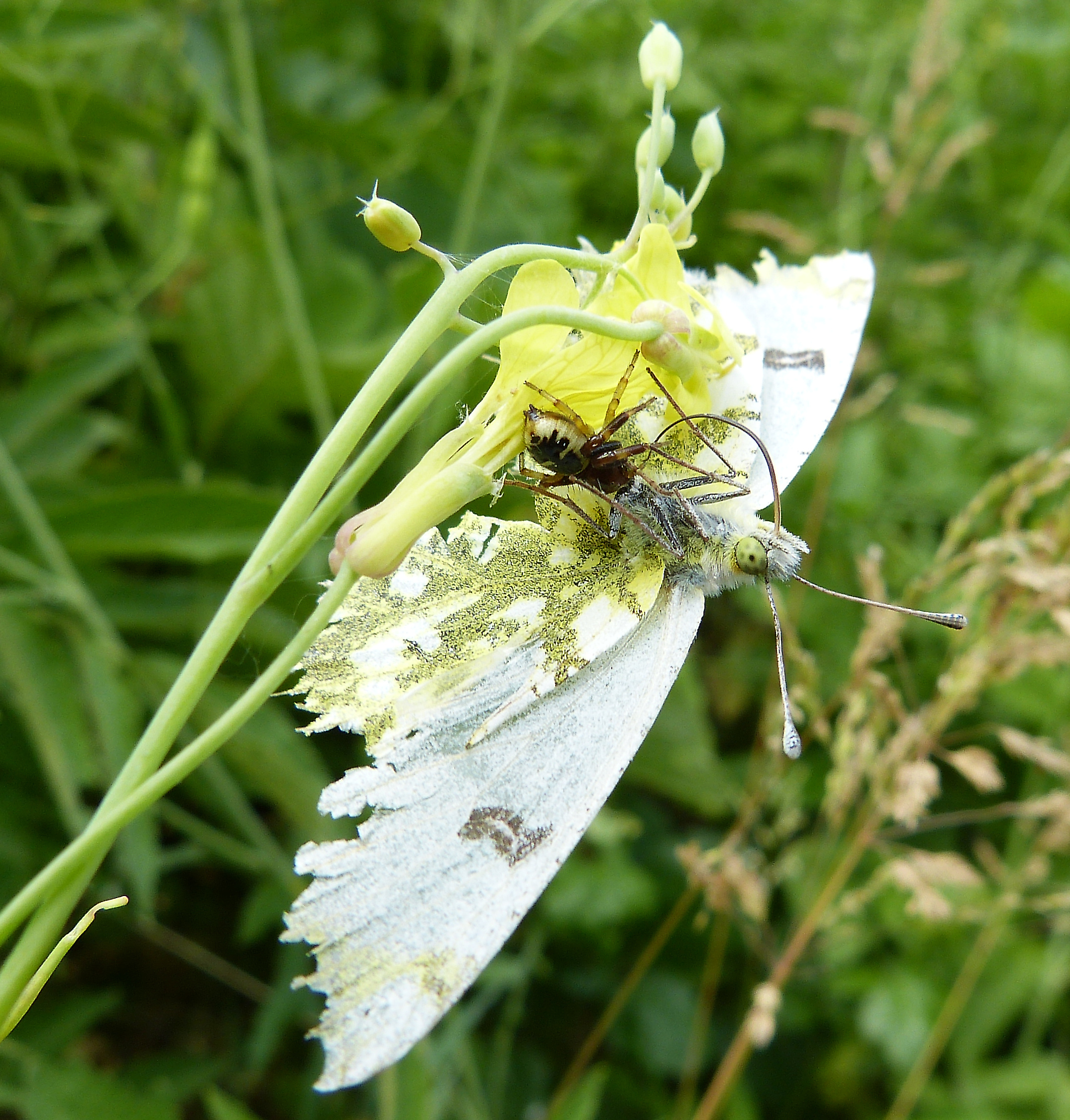
Synema globosum capturant un papillon.
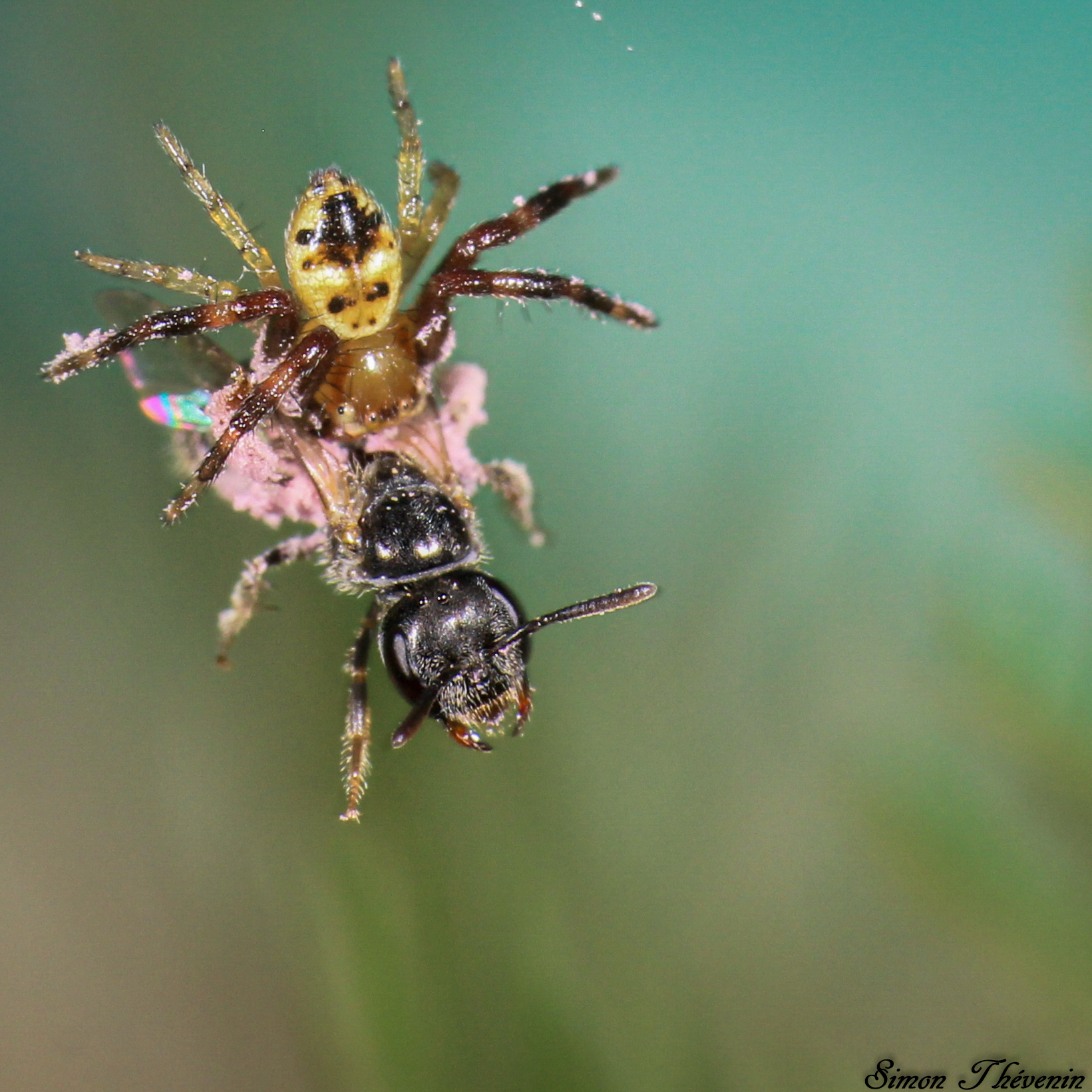
Synema globosum juvénile prédatant une abeille sauvage
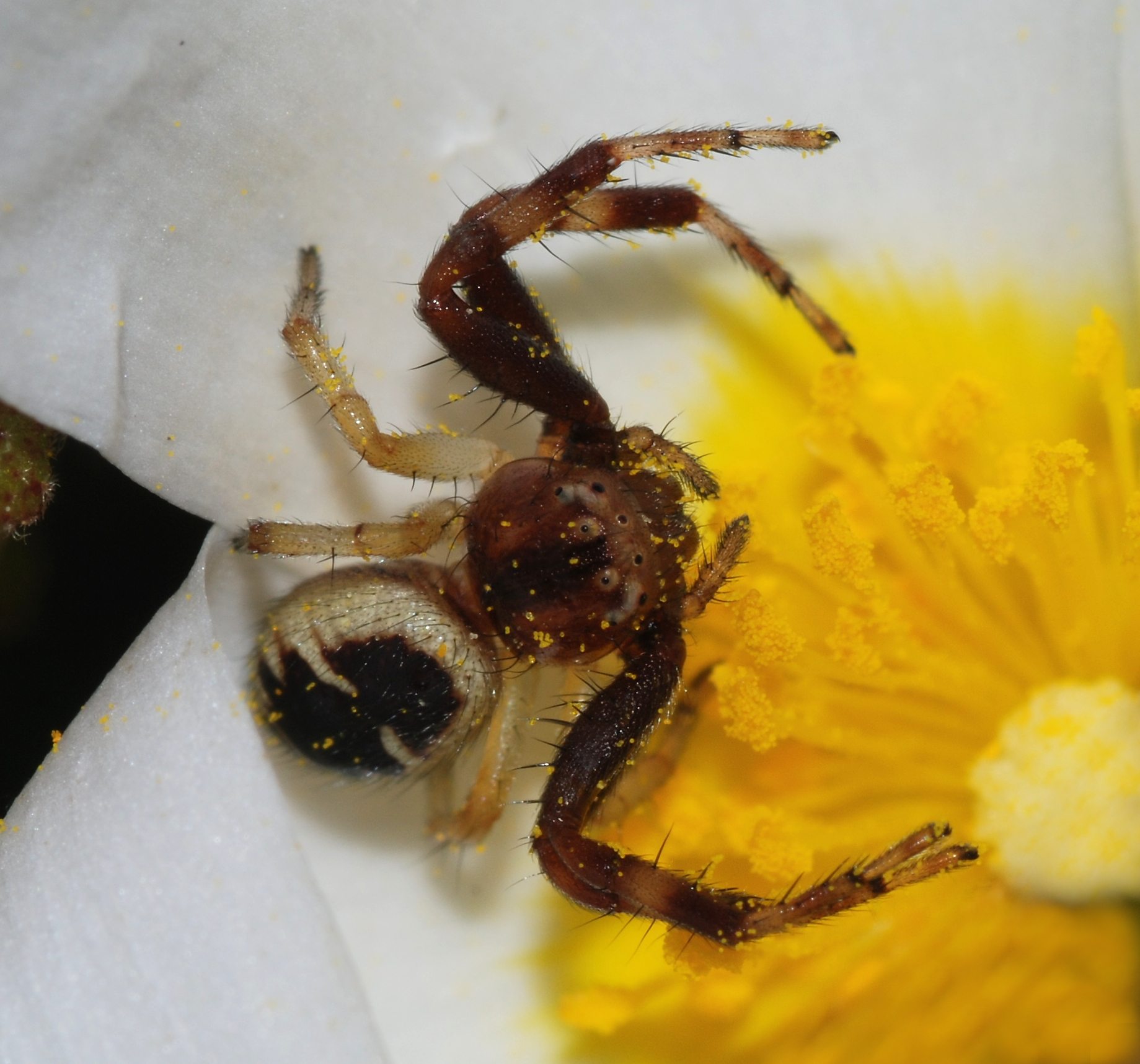
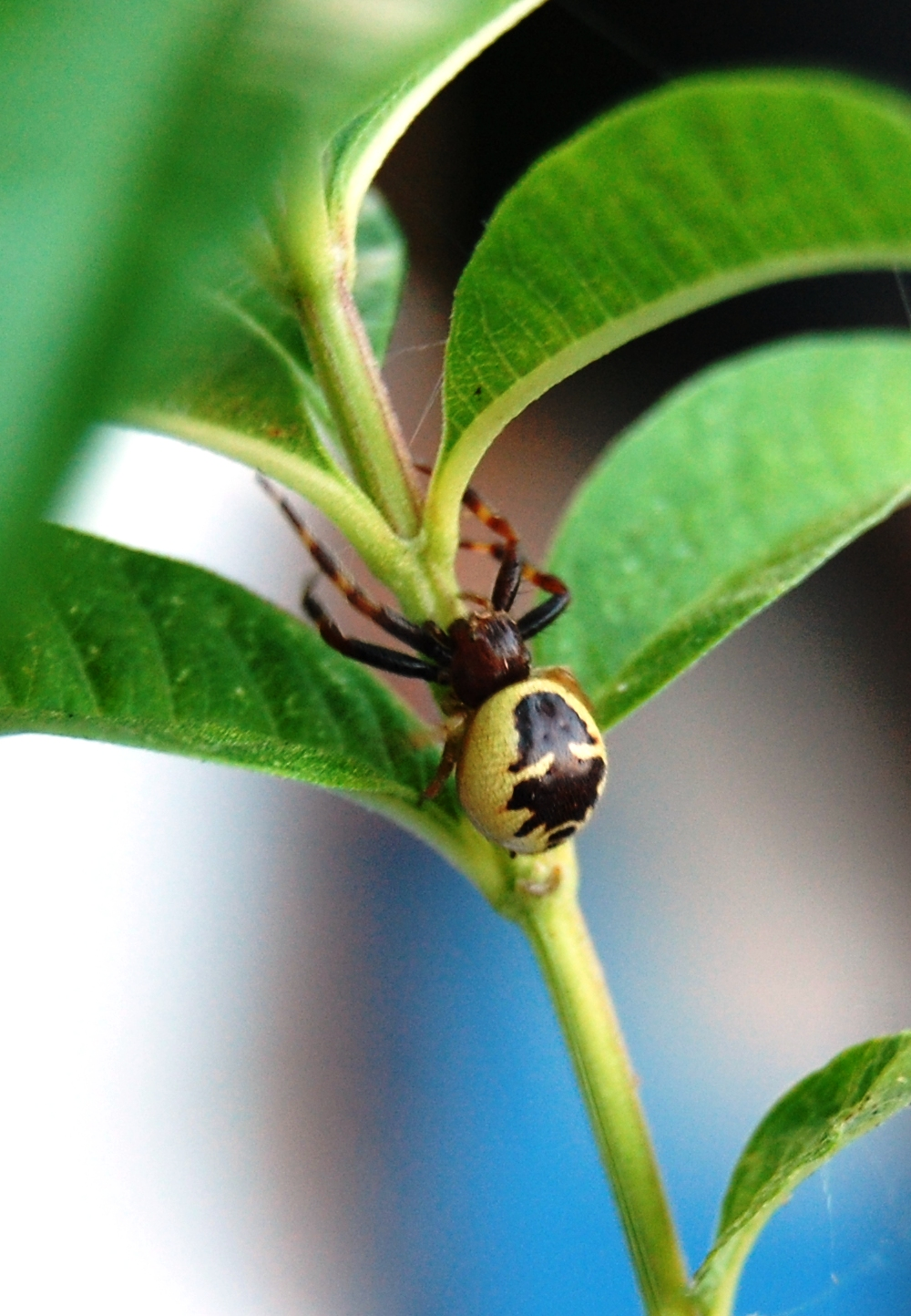
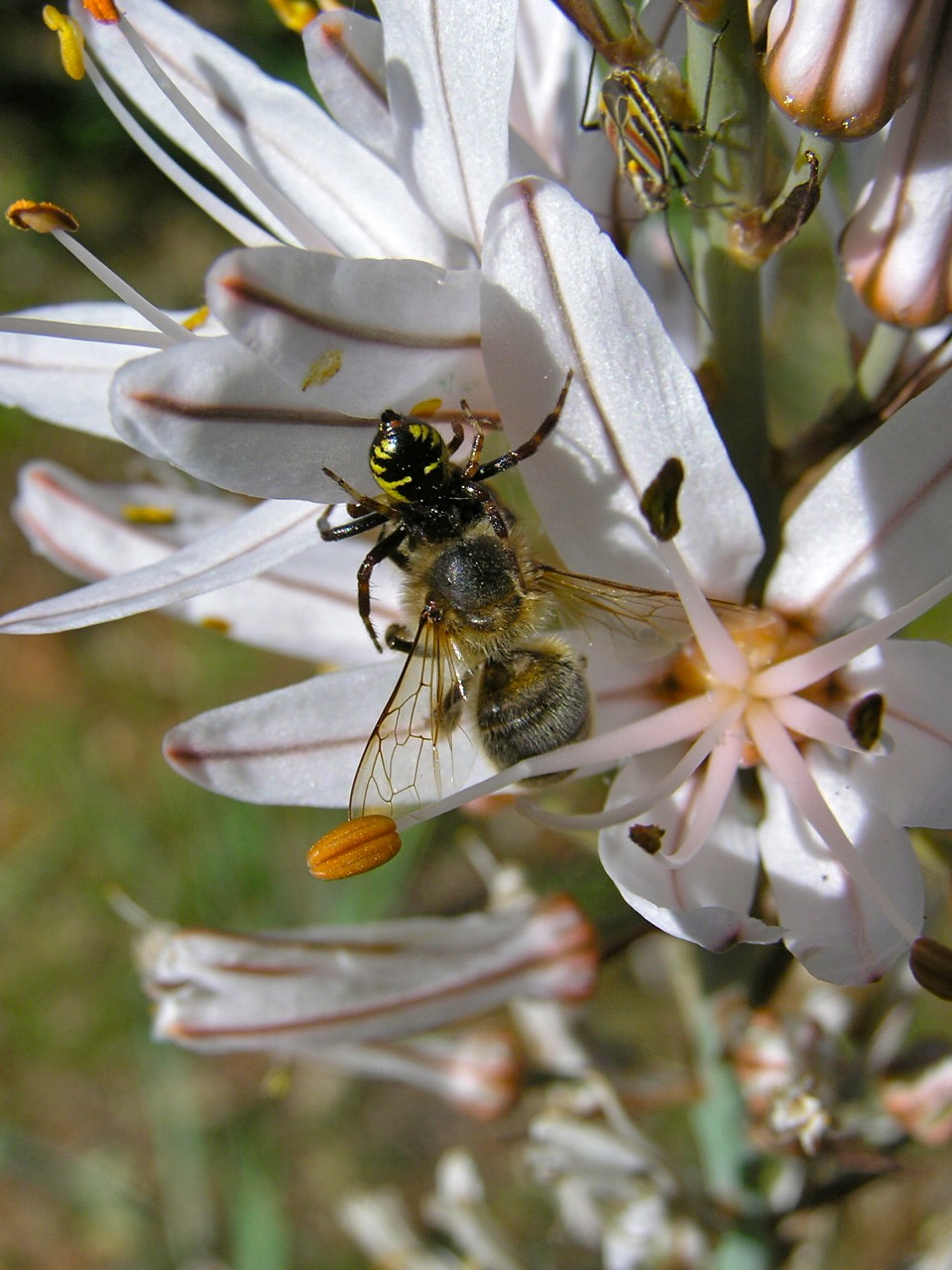

## Publications originales
- Fabricius, 1775 : Systema entomologiae, sistens insectorum classes, ordines, genera, species, adiectis, synonymis, locis descriptionibus observationibus. Flensburg and Lipsiae, p. 1-832.
- Kulczyński, 1901 : « Arachnoidea. » Zoologische Ergebnisse der dritten asiatischen Forschungsreise des Grafen Eugen Zichy, vol. 2, p. 311-369.
- Dahl, 1907 : « Synaema marlothi, eine neue Laterigraden-Art und ihre Stellung in System. » Mitteilungen aus dem Zoologischen Museum in Berlin, vol. 3, no 3, p. 369-395.